# Телевізор

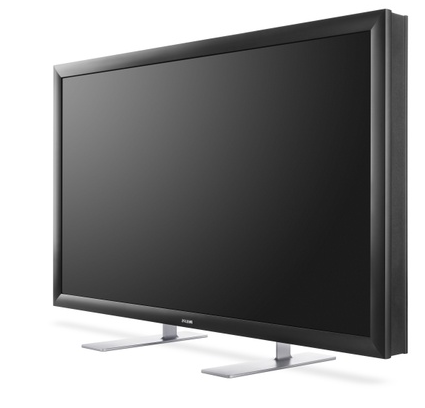
Телевізор

Телеві́зор (від давньогр. τῆλε «далеко» і лат. visio «бачення») — радіотехнічний пристрій, призначений для приймання і відтворення телевізійних передач або як монітор для  комп'ютера.
ТВ — термінальна (кінцева) частина телевізійної мережі.

## Будова та історія

#### Будова телевізора
Телевізор має такі складові:
- приймач телевізійних сигналів;
- компоненти кадрової і рядкової розгортки;
- екран і пристрої відтворення звуку.

Перші комерційні телевізори були механічними і заснованими на механічному диску, запатентованому німецьким інженером Паулем Ніпковим у 1884 році. Роздільна здатність перших механічних систем становила 30 ліній на 12 кадрів, але пізніше це було покращено до сотень рядків[прояснити].

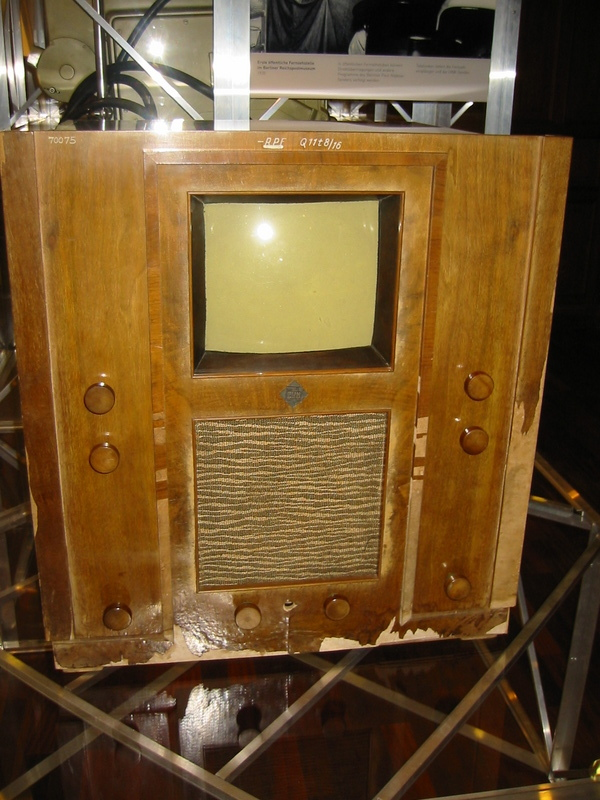
Один з перших німецьких серійних телевізорів «Telefunken» (1936)

Механічні телевізори продавалися з 1928 по 1934 роки в Сполученому Королівстві, Сполучених Штатах і колишньому Радянському Союзі. Перші комерційні телевізори Baird, що продавалися у Великій Британії 1928 року, були радіоприймачами, які йшли з приставкою для послідовного телебачення з неоновою трубкою та диском Ніпкова і давали зображення розміром зі штамп, удвічі збільшеним лінзою. Телевізори, які продавалися в період з 1930 по 1933 рр., вважаються першими комерційними ТВ: загалом продано декілька тисяч одиниць.
Механічну систему незабаром було витіснено використанням елемента формування зображення на основі електронно-променевої трубки (ЕПТ), що дозволило збільшити роздільну здатність і досягти більшої швидкості розгортки. Крім того, через відсутність механічних елементів тривалість їх використання була значно вищою.
Перший повністю електронний (комерційний) телевізор без механічних елементів для формування зображення з електронно-променевою трубкою було виготовлено Telefunken у Німеччині 1934 року, а опісля іншими виробниками у Франції (1936), Великій Британії (1936) і США (1938).

#### Історія
У 1896  році  вчитель  фізики і математики в місті  Тернопіль Ян Щепаник  представив апарат на тринозі з великими  лінзами і камерою — це був перший у світі телевізор, причому кольоровий! Про це писали газети, російський журнал  «рос. Електрическая  жизнь» за 1913 рік. Патент  № 5031 був проданий 1915 року у Великій Британії, а у 1950-х роках він послужив прототипом перших кольорових  телевізорів. Подальша  доля винахідника невідома.
Вважається, що до Другої світової війни у Великій Британії було випущено близько 19000 пристроїв,  у Німеччині — близько 1600.

З розвитком електронно-променевих трубок з 3-ма електронними гарматами, почалося масове виробництво кольорових телевізорів. 

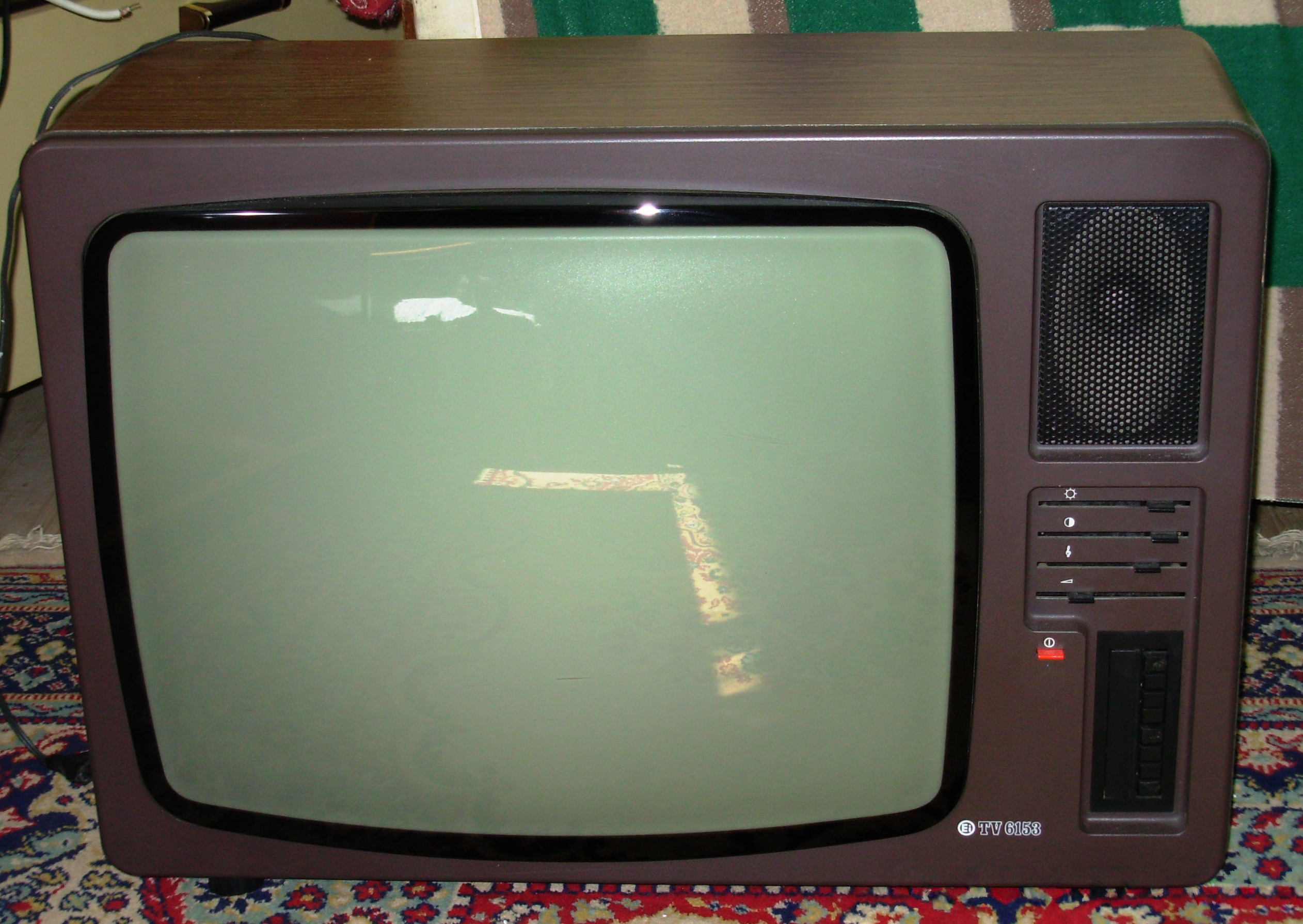
CRT-телевізор, виробництво 1970 року

У 70-ті роки, кольорові телевізори були поширені і впроваджені у промислове виробництво, у розвинених країнах.
Основними моделями кінескопних телевізорів, що були розроблені та випускалися в Україні, були: чорно-білі, 1960 рік — «Весна» (Дніпро), «Верховина» (Львів) трохи згодом, «Берізка» (Харків); кольорові, 1980-ті роки — «Електрон» (Львів), «Берізка» (Харків), «Славутич» (Київ), «Фотон» (Сімферополь). Цікаво, що у 1960-і роки, щоби придбати чорно-білий телевізор, треба було простояти у черзі, під крамницею цілу ніч, а кольоровий телевізор, з діагоналлю 61 см (21 дюйм), у 1980-ті роки, коштував близько 700 радянських карбованців, за середньої зарплати — 100 крб на місяць (приблизно 70 доларів). Зі збільшенням кількості телевізорів по хатах, майже зовсім спорожніли радянські «парки культури та відпочинку» — усі занурилися в перегляд телепередач.
Телевізійна електроніка розвивалася як і уся сучасна електроніка загалом. У перших телевізорах, використовувалися вакуумні лампи, відтак — транзистори, великі інтегральні схеми, тощо. У першому десятилітті ХХІ століття, ЕПТ зникла, та поступилася телевізорам з пласкими екранами різних технологій, які не одразу досягли якості зображення, рівній кінескопним моделям. Але вони дозволили зробити деякі пристрої набагато меншого обсягу, та з дуже привабливими обрисами, які заполонили ринок, після того, як виробники припинили випуск телевізійних кінескопів. Philips, вважався останнім європейським виробником кінескопних телевізорів (випускали до 2011 року).
Кінескопи було замінено екранами з плазмовими технологіями: LCD, РК-дисплей з підсвічуванням, з LED і OLED.
Наприкінці першого десятиліття, з розвитком інтернет-телевізорів, почали говорити про «гібридне ТБ» — об'єднання звичайного приймання телесигналів, з доступом до World Wide Web для відображення аудіовізуального контенту, або будь-якого іншого відкриття нових зон обслуговування.
Згодом було розроблено системи 3D-зображення (три виміри) та відбулося поліпшення звуку. На телевізорі стало можливим переглядати декілька зображень з різних телеканалів одночасно (розподіл екрану), та інше.
В усьому світі, є декілька відмінних телевізійних стандартів, які було розроблено з різними ступенями роздільності екрану, та позначено однією літерою від А до N для аналогового телебачення. Основними наявними стандартами передавання кольору, є: PAL, SECAM і NTSC.

## Типи

### англ.CRT: (англ.CRT)

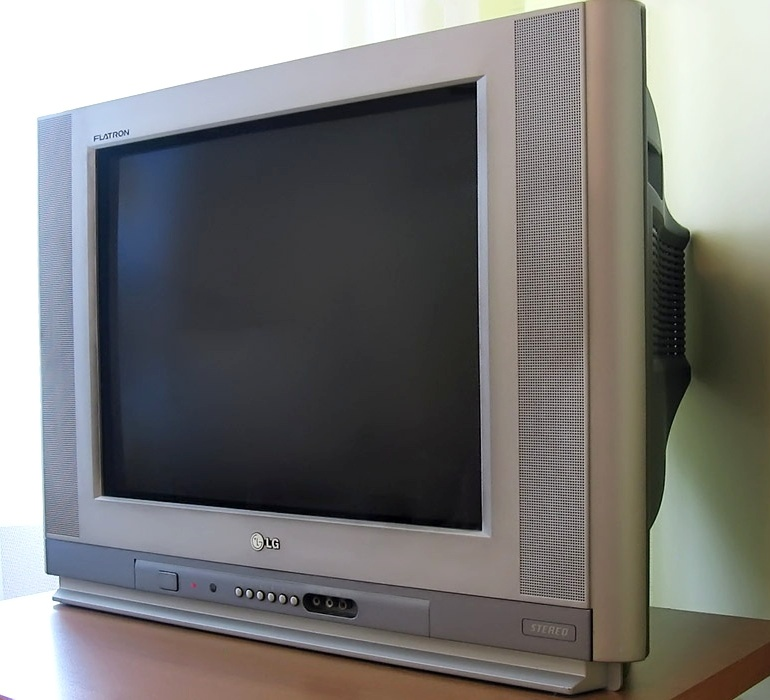
CRT-телевізор, вироблений на початку 2000-х років.

Телевізори на електронно-променевій трубці — це звичайні телевізори із звичайним скляним кінескопом. Вони значно дешевші за інші типи телевізорів, тому кінескопні телевізори були дуже поширеними, хоча-й доволі швидко втрачали свої позиції, під тиском інших видів, які ставали доступнішими для покупців.
Зображення на кінескопах з електронно-променевою трубкою утворюється шляхом потрапляння на вкриту люмінофором внутрішню поверхню кінескопу, трьох електронних променів, кожен з яких відповідає за певний колір. Промені рухаються поверхнею кінескопу подібно до, як очі користувача рухаються по екрану комп'ютера. У потрібних місцях промінь запалює точку певного кольору: червоного (R), зеленого (G) або синього (B).
Переваги:
- низька вартість;
- тривала історія, а отже й досвід випуску таких кінескопів призвели до того, що усі технології детально відпрацьовано;
- природне передавання кольорів
- великий термін служби (10—15 років).

Вади:
- з причини геометричних викривлень і складного скупчення променів, розмір телевізорів з електронно-променевою трубкою, здебільшого, обмежений 38";
- якщо частота оновлення екрану телевізора, нижча за 100 Гц, то за перегляду такого телевізора, дуже втомлюються очі;
- сильне електромагнітне та теплове випромінення від екрану.

### Рідкокристалічний телевізор(англ.LCD)

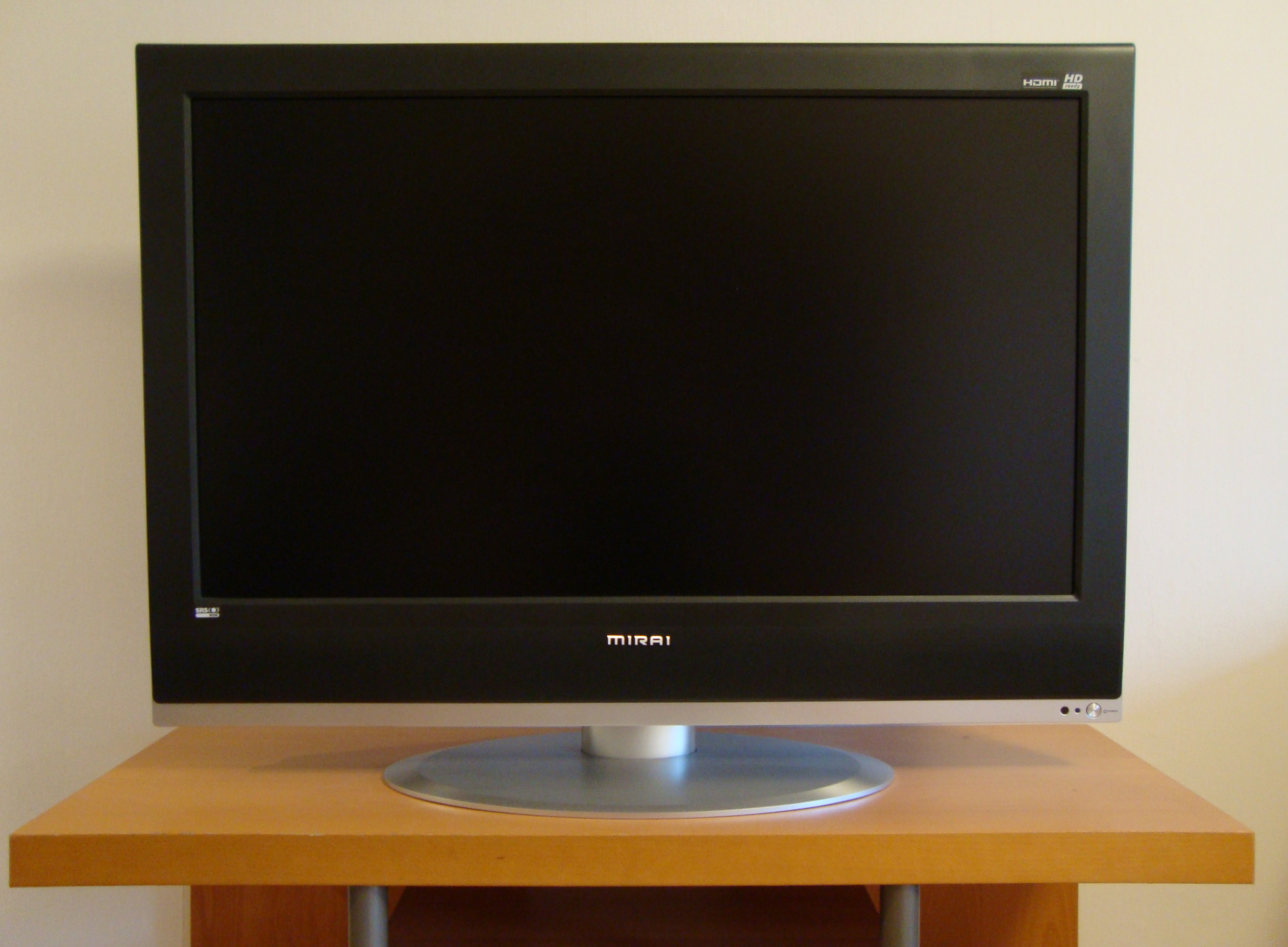
LCD-телевізор

LCD-телевізори, вважаються одним з найкращих різновидів телевізорів.
Переваги:
- пласке, достатньо якісне зображення (до 1920x1080 пікселів);
- деякі моделі, також, може бути використано як комп'ютерні монітори;
- можливість під'єднання до комп'ютера і передавання на телевізор зображення з сайтів;
- відсутність впливу на зображення, електромагнітних завад;
- менша шкода для очей.
- невелика товщина — посідають мало місця;
- незначна вага — їх можна повісити на стіну як картину;
- низьке енергоспоживання, отже й теплове випромінення;
- гарний зовнішній вигляд.

Вади:
- порівняно висока вартість;
- помітна залежність відтінку і яскравості від куту огляду;
- деяка нерівномірність яскравості;
- неприродне передавання кольору;
- недостатня швидкість оновлення екрану (у ранніх моделях);
- ймовірність «вигоряння» пікселів через що, на екрані з'являються мерехтливі точки;
- пласкі пристрої мають меншу резонансну камеру для звукових динаміків, особливо низькочастотного, тому якість звуку багатьох пласких телевізорів, поступається звуку від телевізорів з кінескопами;
- недостатнє передавання чорного кольору.

### Плазмовий телевізор
Плазмові телевізори досягли найбільшого попиту, 2005 року. Якість картинки залишалася спірною, хоча деякі користувачі надавали перевагу більш теплим та природним кольорам, плазмових телевізорів, тоді як інші, обирали LCD з більш жвавими і світлими кольорами.Кольоровий телевізор менш шкідливий для зору, ніж його чорно-білі аналоги: кольори полегшують сприйняття картинки та знімають частину навантаження з м'язів очей.
Технологія: В плазмових екранах використовують групу з трьох окремих ламп денного світла на кожен піксель — червоний, зелений та синій. Зміненням яскравості кожного кольору, дисплей може виробляти весь спектр барв за допомогою плазми, якою заповнена панель.
Переваги:
- плазмові телевізори — великі і відносно недорогі;
- на відміну від LCD загальний радіус огляду менше, але ефективний радіус — більше.

Хиби:
- зображення з часом тьмяніє і контрастні кольори блякнуть;
- зрідка виробляються маленьких розмірів;
- присутнє шкідливе випромінювання як і на CRT;
- високе енергоспоживання (для прикладу, вже на початку 2000 років, були заборонені для ввезення до країн Європейського Союзу).

## LED— телевізори
LED-матриці, спочатку стали одним із способів показу відеозображення просто неба — на стадіонах, та фасадах будівель, з появою ефективних світлодіодів Ultrabright і відповідних схем. Світлодіодні технології дозволяють на теперішній час (2020-і),

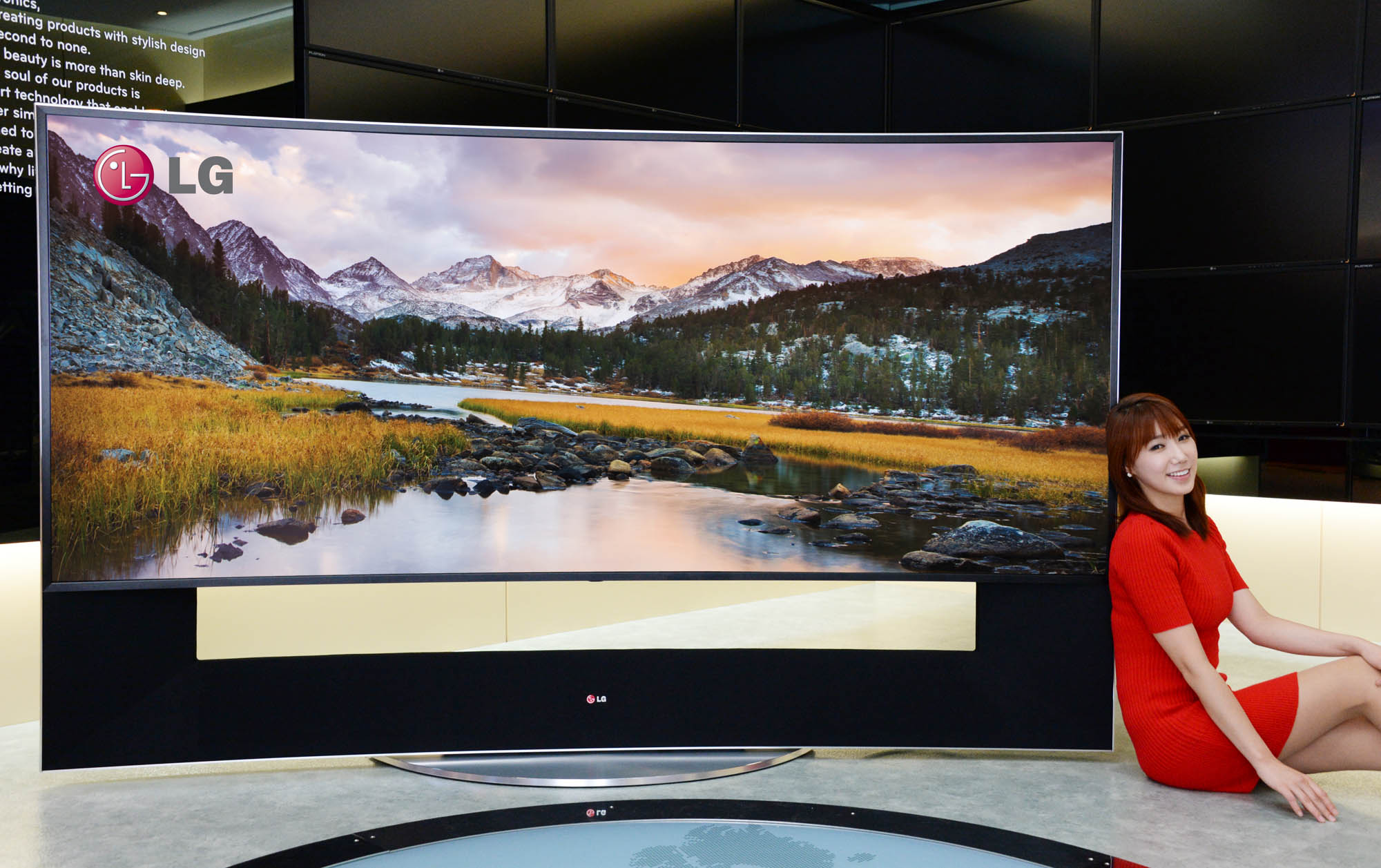
Сучасний (станом на 2017 рік) телевізор найвищої 4К чіткості зображення — 3840х2160 dpi. Увігнутий екран створює враження просторової глибини.

створювати надвеликі екрани, що інші наявні технології, не можуть забезпечити. Крім того, мають нижче енергоспоживання порівняно з РК-екранами, тож згодом почалося застосування цієї технології для домашніх телевізорів. Вони мають кращі споживацькі показники — підвищену міцність, меншу товщину, високу контрастність. Піонером у цій галузі бізнесу був Samsung у Південній Кореї.
OLED-телевізор
OLED (ОСВД — органічний світловипромінювальний діод), є діодом (LED), у якому емісійний електролюмінесцентний шар, являє собою плівку органічної сполуки, котра випромінює світло як відгук на електричний струм. Цей шар органічного напівпровідника розташовано між двома електродами. Переважно, бодай, один з цих електродів, є прозорим. ОСВД використовуються для створення цифрових дисплеїв у пристроях, як от телевізійні екрани. Він також застосовується для комп'ютерних моніторів, портативних систем, наприклад як, мобільні телефони, портативні гральні консолі і КПК.
Існують два основних сімейства: OLED, засновані на малих молекулах і ті, де використовуються полімери. Додавання рухливих іонів в ОСВД, створює світловипромінювальний електрохімічний елемент або LEC, який має трохи інший спосіб роботи. В OLED-дисплеях можуть застосовувати або пасивну матрицю (OLED) або активну. З активною матрицею (AMOLED ОСВД), вимагається застосування тонкоплівкових транзисторів для перемикання кожного окремого пікселя — увімкнення або вимкнення, але натомість вони забезпечують більш високу роздільність і більший розмір дисплея.
OLED-дисплей працює без підсвічування. В такий спосіб, він може передавати глибокі рівні чорного, і може бути тонше й легше, за рідкокристалічний дисплей. В умовах низької освітленості, наприклад, як у темній кімнаті, ОСВД екран, може досягти більш високого коефіцієнту контрастності, ніж РК-дисплей.

## 3D-телевізор

### Історія
1954 року, у Києві, на Хрещатику, з'явився стерео-кінотеатр Орбіта, де показували стерео (3D-фільми), які мали розголос, особливо у 1970-ті роки, хоча вибір об'ємних кінофільмів, був невеликим. У касі, разом з квитком, видавалися спеціальні чорні поляризовані окуляри для перегляду об'ємного зображення. Вплив був настільки значним, що деякі вразливі люди, особливо діти, мимовільно простягали руки, аби вхопитися, наприклад, за листочок дерева, яке «росло» на екрані.
Новий виток поширеності 3D-формату, як відомо, виник завдяки «Аватару» Джеймса Кемерона. Після прем'єри цього фільму, багато продюсерів так само, вирішили випускати власні фільми у двох версіях — звичайній і 3D. Багато кінотеатрів сьогодні також, перейшли на 3D послуги.
Передумовою розвитку 3D-телевізорів, стало стрімке поширення домашнього телебачення, а кіноіндустрія шукала інновації, задля підвищення привабливості кінотеатрів для глядачів.

### 3D-телевізор
Активна 3D технологія

На початку 2010 року, завдяки кільком компаніям, на ринку з'явилися телевізори та відеопроектори, які можна було використовувати у домашніх умовах для перегляду цифрових 3D -фільмів. Для цього, потрібно було, мати активні 3D окуляри, щоб синхронізуватися зі швидкими часовими змінами зображення на 3D-екрані (100 або 120 Гц), за допомогою інфрачервоних або радіосигналів. Відповідно до дослідження, з осені 2010 по 2015 рік, близько восьми мільйонів телевізорів з 3D-технологією придбали, в самій лише, Німеччині.
Пасивна 3D технологія
Деякі фірми, також, пропонують пристрої з пасивними поляризованими екранами. На виставці IFA 2010, було представлено великий кіноекран зі світлодіодними матрицями, котрий було циркулярно поляризовано за допомогою спеціальних плівок.
Також на виставці IFA 2010 представлялися кілька 3D-екранів, для яких не потрібні були спеціальні окуляри, так звані автостереоскопічні дисплеї. Для цього, екран має вертикальні смужки мікро-призм, так що різні зображення досягають обох очей. Для цієї мети, проте, глядач повинен був сидіти на місці; будь-який рух міг вплинути на сприйняття зображення. Розміри екранів, коливалися від 56 см (18 дюймів) і 165 см (65 дюймів). З липня 2012 року, також став доступним за межами Японії, телевізор Toshiba 55 Zl2g — перший, випущений у великій кількості пристрій, з можливістю перегляду 3D-зображень без окулярів. Зображення може бути 140 см (55 дюймів); роздільна здатність «4K» (у чотири рази більше пікселів, ніж Full HD).
Безокулярні 3D-технології — Autostereoscopy — застосовувалися і у перших 3D відеокамерах (Fujifilm, Sony), для використання на портативній гральній консолі Nintendo 3DS, яка повинна дозволити, як зазначено виробником, також дивитися 3D фільми на екрані, розміром з долоню. Виробник, щоправда, попереджає про шкідливий вплив для дітей у віці до шести років і літніх людей. Деякі офтальмологи, до речі, висловили думку, що немає ніяких наукових доказів шкідливого впливу 3D-зображень.
Деякі з пропонованих 3D телевізорів і 3D Blu-Ray плеєрів, здатні перетворювати 2D телевізійні зображення у дійсному часі, на 3D.